# 盧耿麒
盧耿麒（1500年—？年），字仁叔，號藍山，直隶永平府滦州樂亭縣人，軍籍。

## 生平
治《書經》，行一，由縣學生中式壬午科（1522年）順天府鄉試第五十名舉人，年二十四歲中式嘉靖二年（1523年）癸未科會試第三百三十三名，第二甲第一百二十二名進士。授工部主事，历工部署员外郎，升江西按察司佥事，嘉靖十五年八月调任山西分守冀北道右参议，驻札大同，升陕西分巡陇右道副使，二十二年十二月以考察去职。

## 家族
曾祖盧斌，壽官。祖父盧敬，司務。父盧梁。母王氏；继母蔺氏。具庆下。弟九畊、耿麟、耿鹏、耿龍、耿鳳、耿光。